# Konduktometria
Konduktometria – metoda elektroanalityczna oparta na pomiarze przewodności elektrolitów, zmieniającej się wraz ze zmianą stężenia jonów.
Pomiarów przewodności roztworu dokonuje się za pomocą konduktometrów. Na podstawie tych wyników określa się stężenie badanego roztworu w odniesieniu do danych wzorcowych. Inną możliwością zastosowania tej metody jest miareczkowanie konduktometryczne, gdzie na podstawie zmiany przewodności ustala się punkt końcowy miareczkowania.
W miareczkowaniu wykorzystuje się prąd zmienny, ponieważ zabezpiecza on elektrody przed polaryzacją, a roztwór przed elektrolizą.